# Тоннель, сооружённый при строительстве Транссибирской магистрали
Тоннель, сооружённый при строительстве Транссибирской магистрали, — инженерное сооружение, тоннель в Новосибирске, административном центре одноимённого городского округа и Новосибирской области, объект культурного наследия регионального значения. Построен в 1913 году.

## Расположение
Находится на территории Железнодорожного района города, по адресу: улица Движенцев, 1 (ранее называлась Владимировский спуск). Проходит над улицей Туннельный спуск. Недалеко, севернее, расположена станция Новосибирск-Главный.

## Описание
Длина составляет 94,4 м, ширина — 18 м. Относится к арочно-сводчатым постройкам. На последней — стилизованный архивольт. На замковом камне указан год строительства. Фронтон задекорирован, на нём расположены профилированные кольца. Въезды обрамлены пилонами. Над карнизом разделённые между собой решётчатым ограждением из металла тумбы (навершия пилонов). На тумбах геометрический декор, в ограждение включены столбики из кирпича. На портальной стене установлена мемориальная доска, находящаяся на этом месте ещё с момента постройки тоннеля (1913) и имеющая самостоятельную ценность. Фундаменты из бута, относятся к ленточным. Стены выполнены из кирпича. Несущие элементы конструкции — монолитные и железобетонные рамы. Стены отделаны штукатуркой, установлено освещение. Также — путепровод. Мемориальная доска на тоннеле — старейшая в Новосибирске.

## История
В первой половине XX века на Транссибирской магистрали проходило сооружение тоннелей. В Новосибирске таковой был создан в 1913 году: инженерами сооружения были С. М. Богашов, В. И. Петков и Б. П. Храповицкий, проект разработала организация «У. Любинский и Э. Векер». Несущими конструкциями были выбраны рамные (железобетон и монолит). Сооружение расположилось под путями железной дороги и связало береговую полосу города и его центральную часть. На протяжении довольно долгого времени был самым надёжным путём для транспорта, от пристани, пункта переселенцев и улицы Фабричной до прочих районов города. Вплоть до 1970-х годов тоннель являлся единственным путём до главной пристани грузового назначения на реке Обь от большей части города. Статус объекта культурного наследия присвоен в 1990 году постановлением исполкома областного совета народных депутатов, ответственной организацией установлено Новосибирское отделение ЗСЖД.
В постановлении о постановке на государственную охрану годом открытия указан 1919.